# Invisibili (film)
Invisibili è un film del 2025, scritto e diretto da Ambra Principato.

## Trama
Elise è una ragazza che sperimenta l'invisibilità come condizione di isolamento e dolore. Tommy, al contrario, vorrebbe sparire per fuggire dalla propria sofferenza. L'incontro tra i due dà inizio a un viaggio emotivo che li porterà ad affrontare le proprie paure e a trovare, l'uno nell'altro, uno specchio per conoscersi e guarire. Elise ottiene una seconda possibilità per ricucire il legame interrotto con il padre. Tommy, invece, deve fare i conti con un difficile rapporto con la madre e con la sua sensibilità, percepita come diversità. Il confronto e l’empatia tra i due protagonisti diventano la chiave per la loro crescita e trasformazione.

## Produzione
Il film è prodotto da Marco De Micheli per RedVelvet e Kavac Film, in collaborazione con Rai Cinema. 

## Promozione
Il trailer è stato distribuito il 18 giugno 2025.

## Distribuzione
Il film è stato distribuito nelle sale da Fandango dal 17 luglio 2025.